# Fédération du scoutisme français
La Fédération du Scoutisme Français (solitamente indicata come Scoutisme Français, in sigla SF), (Federazione dello Scautismo Francese), è un'organizzazione che riunisce associazioni riconosciute di scout e guide in Francia e rappresenta anche il movimento scout in Guyana Francese, Martinica, Saint-Pierre e Miquelon, Nuova Caledonia, Riunione, Wallis e Futuna e Guadalupa.
La federazione raccoglie circa 134 000 soci (2008) ed è membro sia della Associazione Mondiale Guide ed Esploratrici (WAGGGS o AMGE), che dell'Organizzazione Mondiale del Movimento Scout (WOSM o OMMS).

## Membri
Associazioni scout che aderiscono alla SF:
- Éclaireuses et Éclaireurs de France (EEdF), per persone di ogni religione, si può considerare più antica organizzazione scout del paese, essendo la discendente di alcune associazioni risalenti al 1911.
- Éclaireuses et Éclaireurs israélites de France (EEIdF), di religione ebraica, fondata nel 1923.
- Éclaireuses et Éclaireurs unionistes de France (EEUdF), di religione protestante, fondata nel 1911.
- Scouts et Guides de France (SGdF), fondata  nel 2004 dall'unione di due preesistenti associazioni cattoliche: le Guides de France (GdF), (fondata nel 1923) e gli Scouts de France (SdF), (fondati nel 1920).
- Scouts Musulmans de France (SMdF), di religione musulmana, fondata nel 1990.[1]
- Scouts Vietnamiens de France (ASVD), per i giovani di origine vietnamita.

Stati non sovrani dove lo scautismo esiste grazie alla SF:
- Scouts de Guyane,  Guiana Francese.
- Scouts et Guides de France, Territoire de Guadeloupe et Saint Martin,  Guadeloupa e Saint Martin.
- Scouts de Martinique,  Martinica.
- Scouts français de la collectivité départemental de Mayotte,  Mayotte.
- Scouts de Nouvelle Caledonie,  Nuova Caledonia.
- Scouts et Guides de France, territoire de la Réunion,  Riunione.

Scoutisme Français raccoglie in tutto più di 110 000 giovani e responsabili in una proposta educativa portatrice di valori civici, solidali e spirituali. Come associazioni di gioventù e dell'istruzione questi movimenti sono accreditati dal Ministère de la Jeunesse et des Sports (Ministero della Gioventù e dello Sport in Francia) ed inoltre EEdF, EEUdF, EEIF ed SGdF sono riconosciute di pubblica utilità. Queste associazioni sono le rappresentanti della società nazionale francese, sia per le loro origini, sia per i valori che trasmettono. Esse sono radicate nella storia comune di Francia, in una solidarietà forgiata nella lotta contro gli occupanti durante la Seconda Guerra Mondiale.
Durante l'anno di celebrazione del centenario dello scautismo, nel 2007, nacque una discreta riflessione tra i membri di SF per attualizzare gli statuti e le pratiche al fine di prendere in considerazione le altre realtà scout in Francia e di stabilire il perimetro di un eventuale dialogo con altre associazioni scout, compresi gli altri movimenti approvati dal governo, cioè l'Association des guides et scouts d'Europe (AGSE), la Éclaireurs neutres de France (ENF), la Fédération des éclaireuses et éclaireurs (FEE) e la Scouts unitaires de France (SUF).
Una dichiarazione del 24 maggio 2012 ufficializza i contatti che l'SF ha con gli altri quattro movimenti approvati dal Ministero della Gioventù e dello Sport francese. Nell'estate del 2016 la federazione ha organizzato un campo, il Roverway, a Jambville (motto: #SurLaRoute), con circa 5 000 rover provenienti da 19 paesi diversi.